# Femte dimensionen
Inom fysik kan en följd av N heltal förstås så att de står för en plats i en rymd med N dimensioner. När N = 5, kan det kallas den femte dimensionen. Ett sådant bruk kan förekomma i diskussioner om den fjärde dimensionen. Den abstrakta fem-dimensionella rymden uppträder ofta i matematiken och kan där enkelt konstrueras. Om vårt verkliga universum har eller inte bygger på 5 dimensioner kan undersökas i många grenar av fysiken som astrofysik och partikelfysik.

## Femte dimensionen i fysiken
I fysiken är den femte en extra hypotetisk dimension utöver den fyrdimensionella rumtiden. Hit hör bland annat Kaluza-Klein-teorin, pseudo-Riemannsk mångfald, den holografiska principen och kvantgravitation.

## Femte dimensionen i matematiken
Här handlar det om hyperpolyedrar eller polytoper och en hypersfär.

### I populärkulturen
- Fifth Dimension
- The Fifth Dimension